# Heydenia trinodis
Heydenia trinodis är en stekelart som beskrevs av Boucek 1988. Heydenia trinodis ingår i släktet Heydenia och familjen puppglanssteklar.
Artens utbredningsområde är:
- Brunei.
- Papua Nya Guinea.

Inga underarter finns listade i Catalogue of Life.